# Survivor Series
Survivor Series là một sự kiện pay-per-view đấu vật chuyên nghiệp được tổ chức hàng năm vào tháng 11 bởi World Wrestling Federation/Entertainment. Một vài người hâm mộ của WWE gọi nó là một trong "Tứ đại" chương trình pay-per-view của WWE cùng với Royal Rumble. Nó là một trong 4 sự kiện pay-per-view đầu tiên được tổ chức hằng năm của WWF/E.
Cơ sở ban đầu để tổ chức Survivir Series hàng năm tập trung vào những trận đấu vật nhóm. Một nhân tố khác làm nên sự ra đời của Survivor Series là do mối thù lớn giữa Hulk Hogan và André the Giant, 2 người đã thi đấu với nhau tại WrestleMania.
Ban đầu nó được tổ chức như là sự kiện tạ ơn chúa trong 4 kì Survivor Series đầu tiên tổ chức vào ngày Lễ Tạ ơn vào tháng 11. Những đô vật danh tiếng như The Undertaker, The Rock và Kurt Angle đều xuất hiện lần đầu tiên ở WWF tại Survivor Series.
Sự kiện này thường gồm có 2 nhóm đô vật gồm có 4 đô vật mỗi nhóm (có khi là 5) đấu với nhau và loại dần cho tới khi chỉ còn duy nhất 1 nhóm đô vật hay 1 đô vật duy nhất trong nhóm còn sống sót. Những trận đầu này thường được nhắc đến với cái tên đơn giản là "những trận Survivor Series". Những năm từ 1987-1991 và 1993-1997, sự kiện Survivor Series được tổ chức với nhiều trận đấu theo kiểu trận Survivor Series nói trên. Sự kiện tổ chức vào năm 1992 chỉ có duy nhất một trận đấu loại 4 chọi 4, tuy nhiên có thêm trận đấu hòm (casket match) đầu tiên ở WWF. Chương trình tổ chức vào năm 1998 thì lại có một vòng đấu loại tranh đai WWF Championship, điều chưa từng thấy từ WrestleMania IV. Survivor Series 2002 thì có sự xuất hiện của loại trận đấu mới là đấu loại trong võ đài được bao bọc bởi như một khoang chứa (Elimination Chamber match).
Survivor Series là sự kiện pay-per-view dài thứ 2 trong lịch sử WWF/E còn được tiếp tục tổ chức, sau WrestleMania. Kì Survivor Series đầu tiên được tổ chức vào năm 1987 đã nối gót sự thành công đáng ngạc nhiên của WrestleMania III, và WWF lúc này bắt đầu nhận ra sự sinh lợi tiềm tàng của việc bán vé xem pay-per-view.
Survivor Series thường được nhắc đến là "trận đấu của toàn sao" của đô vật chuyên nghiệp, nơi mà 2 phe tốt xấu sẽ đối đầu trực tiếp với nhau.
Năm 2007, Survivor Series đã kỉ niệm lần tổ chức thứ 21.

## Ngày và địa điểm tổ chức Survivor Series
| Sự kiện                          | Ngày       | Thành phố                           | Địa điểm                        |
| -------------------------------- | ---------- | ----------------------------------- | ------------------------------- |
| Survivor Series (1987)           | 26/11/1987 | Richfield, Ohio                     | Richfield Coliseum              |
| Survivor Series (1988)           | 24/11/1988 | Richfield, Ohio                     | Richfield Coliseum              |
| Survivor Series (1989)           | 23/11/1989 | Rosemont, Illinois                  | Rosemont Horizon                |
| Survivor Series (1990)           | 22/11/1990 | Hartford, Connecticut               | Hartford Civic Center           |
| Survivor Series (1991)           | 27/11/1991 | Detroit, Michigan                   | Joe Louis Arena                 |
| Survivor Series (1992)           | 25/11/1992 | Richfield, Ohio                     | Richfield Coliseum              |
| Survivor Series (1993)           | 24/11/1993 | Boston, Massachusetts               | Boston Garden                   |
| Survivor Series (1994)           | 23/11/1994 | San Antonio, Texas                  | Freeman Coliseum                |
| Survivor Series (1995)           | 19/11/1995 | Washington DC                       | USAir Arena                     |
| Survivor Series (1996)           | 17/11/1996 | New York, New York                  | Madison Square Garden           |
| Survivor Series (1997)           | 9/11/1997  | Montreal, Quebec                    | Molson Centre                   |
| Survivor Series (1998)           | 15/11/1998 | St. Louis, Missouri                 | Kiel Center                     |
| Survivor Series (1999)           | 14/11/1999 | Detroit, Michigan                   | Joe Louis Arena                 |
| Survivor Series (2000)           | 19/11/2000 | Tampa, Florida                      | Ice Palace                      |
| Survivor Series (2001)           | 18/11/2001 | Greensboro, Bắc Carolina            | Greensboro Coliseum Complex     |
| Survivor Series (2002)           | 17/11/2002 | New York, New York                  | Madison Square Garden           |
| Survivor Series (2003)           | 16/11/2003 | Dallas, Texas                       | Trung tâm American Airlines     |
| Survivor Series (2004)           | 14/11/2004 | Cleveland, Ohio                     | Gund Arena                      |
| Survivor Series (2005)           | 27/11/2005 | Detroit, Michigan                   | Joe Louis Arena                 |
| Survivor Series (2006)           | 26/11/2006 | Philadelphia, Pennsylvania          | Wachovia Center                 |
| Survivor Series (2007)           | 18/11/2007 | Miami, Florida                      | American Airlines Arena         |
| Survivor Series (2008)           | 23/11/2008 | Boston, Massachusetts               | TD Garden                       |
| Survivor Series (2009)           | 22/11/2009 | Washington, D.C.                    | Capital One Arena               |
| Survivor Series (2010)           | 21/11/2010 | Miami, Florida                      | American Airlines Arena         |
| Survivor Series (2011)           | 20/11/2011 | New York City, New York             | Madison Square Garden           |
| Survivor Series (2012)           | 18/11/2012 | Indianapolis, Indiana               | Bankers Life Fieldhouse         |
| Survivor Series (2013)           | 24/11/2013 | Boston, Massachusetts               | TD Garden                       |
| Survivor Series (2014)           | 23/11/2014 | St. Louis, Missouri                 | Scottrade Center                |
| Survivor Series (2015)           | 22/11/2015 | Atlanta, Georgia                    | Philips Arena                   |
| Survivor Series (2016)           | 20/11/2016 | Toronto, Ontario, Canada            | Air Canada Centre               |
| Survivor Series (2017)           | 19/11/2017 | Houston, Texas                      | Toyota Center                   |
| Survivor Series (2018)           | 18/11/2018 | Los Angeles, California             | Trung tâm Staples               |
| Survivor Series (2019)           | 24/11/2019 | Rosemont, Illinois                  | Allstate Arena                  |
| Survivor Series (2020)           | 22/11/2020 | Orlando, Florida                    | WWE ThunderDome at Amway Center |
| Survivor Series (2021)           | 21/11/2021 | Brooklyn, New York                  | Barclays Center                 |
| Survivor Series: WarGames (2022) | 26/11/2022 | Boston, Massachusetts               | TD Garden                       |
| Survivor Series: WarGames (2023) | 25/11/2023 | Rosemont, Illinois                  | Allstate Arena                  |
| Survivor Series: WarGames (2024) | 30/11/2024 | Vancouver, British Columbia, Canada | Rogers Arena                    |